# Сендзимир, Тадеуш
Тадеуш Сендзимир (пол. Tadeusz Sendzimir; 15 июля 1894, Львов, Австро-Венгрия — 1 сентября 1989, Джупитер, Флорида, США) — польский инженер и изобретатель, являющийся автором 120 патентов, относящихся к горному делу и металлургии, из которых 73 были зарегистрированы в США. Происходит из клана Остоя, чей герб является древнейшим в Польше.
Его именем были названы революционные методы проката и обработки стали, применяемые по всему миру в металлургической промышленности. За достижения в области науки Сендзимир был удостоен таких наград, как Золотой Крест Заслуги, (1938) Золотая медаль Бессемера от Института чугуна и стали (1965) и Золотая Медаль Бриннеля от Королевской Шведской Академии Наук в Стокгольме (1974). На 100-й годовщине, приуроченной к открытию Статуи Свободы, Тадеуш Сендзимир был удостоен высоких почестей.
В 1990 году крупный металлургический завод в г. Краков был переименован в Металлургический Завод им. Тадеуша Сендзимира (ранее носил имя Ленина). В том же году Ассоциацией по технологиям для производства чугуна и стали (AIST) была учреждена памятная медаль им. Тадеуша Сендзимира.

## Биография
Тадеуш Сендзимир был старшим сыном Казимежа Сендзимира и Ванды Яскуловской. Уже в детстве он увлекался сложными механизмами. Закончив 4-ю Классическую гимназию (Gimnazjum Klasyczne) в г. Львов, он поступил в Львовский Политехнический Институт (Politechnika Lwowska). Однако в ходе наступления российских войск во время Первой Мировой войны Львов был захвачен, а Политехнический Институт был закрыт, из-за чего Тадеуш Сендзимир был вынужден переехать в Киев. Там он работал в авторемонтной мастерской, а затем устроился в Русско-Американскую торговую палату, где выучил русский и английский языки.
Начавшаяся в 1917 году революция в России вынудила Сендзимира бежать во Владивосток, а затем в Шанхай, где он построил первый в Китае завод, который производил болты, гвозди и провода. Финансовую поддержку данному проекту обеспечивал Русско-Азиатский Банк, который в то время возглавляли поляки (Владыслав Езерски и Зыгмунт Ястжебски).

## Жизнь в иммиграции и исследования
В 1922 году Тадеуш Сендзимир женился на Барбаре Алфериеф. Через два года после брака у них родился сын Михаэль. В это время Сендзимир занимался экспериментами, пытаясь разработать новый способ оцинковки стали. В ходе этих экспериментов Сендзимир пришёл к выводу, что главная проблема крылась в том, что цинк вступал в реакцию не с самим железом, а с тонким слоем оксида железа.
В 1929 году Сендзимир предпринял попытку заинтересовать промышленников своими наработками, однако из-за разразившегося кризиса он потерпел неудачу. Вернувшись в Польшу в 1931 году, он построил первый завод по оцинковке стали и ввёл в эксплуатацию несколько прокатных станов. Сам он про этот метод говорил «Давайте представим себе кусок теста. Мы раскатываем его по доске для того, чтобы он стал тоньше. Однако процесс можно ускорить, попросив кого-нибудь тянуть при этом за края».
В 1936 году Сендзимир основал сталелитейный завод в г. Батлер, штат Пенсильвания. В 1938 году его работой заинтересовалась корпорация Armco Steel. Результатом их партнёрства стала компания Armzen, которая была создана для продвижения и внедрения метода Сендзимира по всему миру. Весной 1939 года Сендзимир переехал в г. Миддлтон, штат Огайо.
В 1940-х в г. Уотербери, штат Коннектикут, Сендзимиром была основана компания T. Sendzimir, Inc.
В 1945 году женился на Берте Бернода, а уже в следующем году он стал гражданином США. С началом Холодной войны Сендзимир попал в опалу в Польской Народной Республике, и его достижения и открытия не попали в издание Encyklopedia Powszechna. Перемены наступили вскоре после того, как Польскую объединённую рабочую партию возглавил Эдвард Герек. Сендзимир был удостоен Офицерского Креста Ордена Возрождения Польши (Krzyż Oficerski Orderu Odrodzenia Polski).
В 1975 году за свои заслуги и достижения Сендзимир получил почётную степень доктора от Университета науки и техники AGH в Кракове. Успешные методы оцинковки стали, предложенные Сендзимиром, впоследствии были внедрены в первом прокатном стане Сендзимира для точной прокатки, очень тонких листов и штрипсов. В разные годы он свои разработки предлагал таким странам, как Великобритания, Япония и Канада.
В начале 1980-х гг. 90 процентов мирового производства оцинкованной стали было осуществлено при использовании метода Сендзимира. Его прокатные станы приобретали такие страны, как Польша, Франция, Великобритания, Япония и Канада. Тадеуш Сендзимир был также известен активной поддержкой Фонда им. Косцюшко, Польского Института Искусств и Наук в Америке и Колледжа Альянса в Пенсильвании. Тадеуш Сендзимир скончался в результате обширного инсульта в 1989 году и был похоронен в цинковом гробу, который спроектировал сам Сендзимир.